# Les Forges (Vosges)
Les Forges település Franciaországban, Vosges megyében. Lakosainak száma 1779 fő (2022. január 1.). Les Forges Uxegney, Renauvoid, Sanchey, Chantraine és Golbey községekkel határos.

## Népesség
A település népességének változása:
| Lakosok száma | 1953 | 1912 | 1983 | 1868 | 1850 | 1833 | 1811 | 1792 | 1779 |
|               | 2013 | 2015 | 2016 | 2017 | 2018 | 2019 | 2020 | 2021 | 2022 |